# Vrána novokaledonská
Vrána novokaledonská (Corvus moneduloides) je endemický druh z rodu Corvus, žijící pouze na dvou ostrovech v Pacifiku. Je známa pro svou vysokou inteligenci (řadí se mezi nejinteligentnější zvířata vůbec), umožňující jí si dokonce zhotovovat jednoduché nástroje pro zisk potravy.

## Popis
Je to středně velký druh vrány s délkou 40 cm. Lesklé peří je zbarveno černě, stejně tak zobák i končetiny.

## Výskyt
Vyskytuje se pouze v Nové Kaledonii na ostrovech Grande Terre a Maré, kde obývá zejména pralesy.

## Inteligence
Tento druh je známý tím, že dokáže vytvářet nástroje. Umí si například vyrobit hák, což je schopnost, kterou nedokážou ani šimpanzi. Tento druh není znám pouze tvorbou nástrojů – vrány vyřešily také množství sofistikovaných kognitivních testů, jejichž výsledky naznačují, že tento druh je obzvláště inteligentní. Díky těmto zjištěním se tento druh stal modelem pro pochopení dopadu používání a výroby nástrojů pro vývoj inteligence. 
Nicméně na svůj obraz v zrcadle útočí, takže nezvládají zrcadlový test sebeuvědomění. Přesto dokáže díky odrazu v zrcadle například najít schovanou potravu, kterou nemá přímo ve svém zorném poli.